# (13037) Potosi
(13037) Potosi ist ein Asteroid des Hauptgürtels, der am 2. März 1990 vom belgischen Astronomen Eric Walter Elst am La-Silla-Observatorium (IAU-Code 809) der Europäischen Südsternwarte in Chile entdeckt wurde.
Der Asteroid wurde am 4. Oktober 2009 nach der auf dem bolivianischen Altiplano gelegenen Stadt Potosí benannt, die dank des Silberreichtums des benachbarten Cerro Rico im frühen 17. Jahrhundert zu einer der größten Städte der Welt wurde und von dessen Silber- und Zinnvorkommen die Stadt noch heute abhängig ist.